# Джурла (печера)
Джурла — карстова печера у Гірсько-Кримській карстовій області на південному схилі Демерджі-яйли. Протяжність печери 68 метрів. Класичний приклад кластокарстової порожнини. Утворилася печера у конгломератах. Складається з коридору завширшки 5 метрів, заввишки 1 метр і довжиною 20 метрів який з'єднується з залом площею 150 м². Дно завалене блоками та великими брилами конгломератів. Щорічно підтоплюється на висоту до 3 метрів. Досліджена в 1964 році.